# منتخب روسيا البيضاء لكرة الطائرة للسيدات
منتخب روسيا البيضاء الوطني لكرة الطائرة للسيدات (بالروسية: Женская сборная Белоруссии по волейболу)‏ هو ممثل روسيا البيضاء الرسمي في المنافسات الدولية في كرة طائرة في فئة كرة الطائرة للسيدات.